# Список військових конфліктів (1000—1499)

## 1000—1099
| Початок            | Закінчення        | Назва конфлікту                     | Воюючі сторони                                                                                                  | Воюючі сторони                                                                         |
| ------------------ | ----------------- | ----------------------------------- | --- | -------------------------------------------------------------------------------------- |
| Початок            | Закінчення        | Назва конфлікту                     | Сторона, що перемогла (якщо є)                                                                                  | Сторона, що програла (якщо є)                                                          |
| 1010               | 1011              | Друга корьо-киданська війна         | Королівство Корьо                                                                                               | Династія Ляо                                                                           |
| 1014               | 1014              | Битва біля Клонтарфа                | Манстер | Ленстер Дублін                                                                         |
| 1015               | 1016              | Завоювання Канута Великого в Англії | Данія Королівство Польське                                                                                      | Англійське королівство                                                                 |
| 1018               | 1018              | Київський похід 1018                | Київська Русь у союзі з Польщею та Угорщиною                                                                    | Київська Русь на чолі з Ярославом Мудрим                                               |
| 1018               | 1019              | Третя корейсько-китайська війна     | Корея | Династія Ляо                                                                           |
| 1019               | 1019              | Вторгнення піратів (тоі)            | Корея Косю | Пірати Тоі                                                                             |
| 1030               | 1030              | Битва біля Стіклестада              | Норвезькі бонди                                                                                                 | Прихильники Оланда Святого                                                             |
| 1043               | 1043              | Русько-візантійська війна           | Візантійська імперія                                                                                            | Київська Русь                                                                          |
| 1048               | 1308              | Візантійсько-сельджуцькі війни      | Сельджуцька імперія                                                                                             | Візантійська імперія Держави хрестоносців Угорське королівство                         |
| 1051               | 1063              | Дев'ятирічна війна                  | Японія | Рід Абе                                                                                |
| 1065               | 1067              | Війна трьох Санчо                   | Кастильське королівство                                                                                         | Наваррське королівство Арагонське королівство                                          |
| 1066               | 1066              | Битва при Стемфорд Брідж            | Англійське королівство                                                                                          | Норвегія                                                                               |
| 1066               | 1088              | Норманське завоювання Англії        | Нормандія | Англійське королівство                                                                 |
| 1083 (дата спірна) | 1089 (дата спірна | Трирічна війна                      | Японія | Повстанці                                                                              |
| 1096               | 1099              | Перший хрестовий похід              | Священна Римська імперія Французьке королівство Англійське королівство Візантійська імперія Кілікійське царство | Сельджуцька імперія Данішмендиди Фатімідський халіфат Альморавіди Аббасидський халіфат |

## 1100—1199
| Початок | Закінчення | Назва конфлікту                  | Воюючі сторони | Воюючі сторони |
| ------- | ---------- | -------------------------------- | --- | --- |
| Початок | Закінчення | Назва конфлікту                  | Сторона, що перемогла (якщо є)                                                                                      | Сторона, що програла (якщо є) |
| 1101    | 1101       | Хрестовий похід 1101             | Сельджуцька імперія Данішмендиди Фатімідський халіфат                                                               | Священна Римська імперія Французьке королівство Англійське королівство Візантійська імперія Кілікійське царство |
| 1125    | 1208       | Війна між династією Сун та Цзінь | Династія Сун | Династія Цзінь |
| 1145    | 1149       | Другий хрестовий похід           | Сарацини: Конійський султанат Альморавіди Зангіди Аббасидський халіфат Фатімідський халіфат Сицилійське королівство | Хрестоносці: Священна Римська імперія Французьке королівство Англійське королівство Візантійська імперія Кастильське королівство Єрусалимське королівство Барселонське графство Леонське королівство Португальське королівство |
| 1147    | 1242       | Північні хрестові походи         | Хрестоносці: Данія Швеція Орден мечоносців Тевтонський орден                                                        | Язичники: • Полабські слов'яни • Естонці • Прусси • Земгали • Курші • Латгали • Сели • Ліви |
| 1156    | 1156       | Смута Хоґен                      | Імператор Ґо-Сіракава                                                                                               | Імператор Сутоку |
| 1160    | 1160       | Смута Хейдзі                     | Рід Тайра | Рід Мінамото |
| 1169    | 1175       | Вторгнення нормандців в Ірландію | Нормандія | Ольстер Міде Ленстер Манстер Коннахт |
| 1179    | 1179       | Битва поблизу броду Якова        | Аюбіди | Єрусалимське королівство |
| 1180    | 1185       | Війна Мінамото і Тайра           | Рід Мінамото | Рід Тайра |
| 1185    | 1204       | Повстання Асена і Петра          | Болгарська імперія                                                                                                  | Візантійська імперія |
| 1189    | 1192       | Третій хрестовий похід           | Хрестоносці: Священна Римська імперія Французьке королівство Англійське королівство Єрусалимське королівство        | Сарацини: Аюбіди Зангіди Візантійська імперія Сицилійське королівство |

## 1200—1299
| Початок | Закінчення | Назва конфлікту                                               | Воюючі сторони | Воюючі сторони |
| ------- | ---------- | ------------------------------------------------------------- | --- | --- |
| Початок | Закінчення | Назва конфлікту                                               | Сторона, що перемогла (якщо є)                                                                                          | Сторона, що програла (якщо є) |
| 1202    | 1204       | Четвертий хрестовий похід                                     | Священна Римська імперія Венеційська республіка Монферрат                                                               | Візантійська імперія |
| 1202    | 1214       | Англо-французька війна 1202—1214 років Французьке королівство | Англія | |
| 1204    | 1261       | Болгарсько-латинські війни                                    | Друге Болгарське царство                                                                                                | Латинська імперія |
| 1206    | 1337       | Монгольська навала та завоювання                              | Монгольська імперія | Західна Ся Династія Цзінь Маньчжурія Далі Шахи Хорезму Каракитаї Династія Сун Київська Русь Волзька Булгарія Візантійська імперія Королівство Польське Угорське королівство Хорватське королівство Перше Сербське королівство Друге Болгарське царство Конійський султанат Трапезундська імперія Держави хрестоносців Дай єт Сукхотаї Мамелюцький султанат Аббасидський халіфат Корє (Корея) Японія Паганське царство Чампа Сінґгасарі |
| 1208    | 1227       | Лівонський хрестовий похід                                    | Орден мечоносців Лівонський орден Данія Швеція                                                                          | Корінні народи Балтії та фіно-угорські народи, особливо латгали, естонці і ліви |
| 1209    | 1229       | Альбігойські війни                                            | Королівство Франції | Графи Тулузи Арагонське королівство |
| 1213    | 1221       | П'ятий хрестовий похід                                        | Єгиптяни: Аюбіди | Хрестоносці: Латинська імперія Кіпрське королівство Конійський султанат Священна Римська імперія Ерцгерцогство Австрія Тамплієри Тевтонський орден Госпітальєри Угорське королівство Голландське графство Французьке королівство Папська держава |
| 1214    | 1214       | Битва під Бувіном Французьке королівство                      | Вельфи Фландрія Англія Булонське графство                                                                               | |
| 1215    | 1217       | Перша баронська війна                                         | Англійське королівство                                                                                                  | Барони-повстанці Французьке королівство |
| 1216    | 1222       | Війна за правонаступництво у Шампані                          | Графи Шампані Французьке королівство Священна Римська імперія Бургундське герцогство Барське герцогство Папська держава | Більшість місцевих баронів в східних і південних околицях Шампані. Герцогство Лотарингія |
| 1228    | 1229       | Шостий хрестовий похід                                        | Священна Римська імперія Тевтонський орден                                                                              | Кіпрське королівство Ібеліни Аюбіди |
| 1242    | 1249       | Перше прусське повстання                                      | | |
| 1248    | 1254       | Сьомий хрестовий похід                                        | Аюбіди Династія Бахрі                                                                                                   | Французьке королівство Тамплієри |
| 1260    | 1274       | Велике прусське повстання                                     | | |
| 1262    | 1262       | Війна Джучидів та Хулагуїдів                                  | Золота орда | Ільхани |
| 1262    | 1266       | Шотландсько-норвезька війна                                   | Шотландське королівство                                                                                                 | Норвегія |
| 1264    | 1267       | Друга баронська війна                                         | Промонархічні кола Англії                                                                                               | Антимонархічні барони Англії |
| 1266    | 1266       | Битва при Беневенто                                           | Ґвельфи | Ґібеліни |
| 1270    | 1270       | Восьмий хрестовий похід                                       | Хафсіди | Французьке королівство |
| 1271    | 1272       | Дев'ятий хрестовий похід                                      | Династія Бахрі | Анжуйське графство Кіпрське королівство Антіохійське князівство Англійське королівство Ільхани |
| 1277    | 1280       | Повстання Івайла                                              | Друге Болгарське царство Візантійська імперія Золота Орда                                                               | Селяни під проводом Івайла |
| 1282    | 1302       | Війна сицилійської вечірні                                    | Арагонське королівство Сицилійське королівство                                                                          | Неаполітанське королівство Французьке королівство Майорканське королівство |
| 1296    | 1328       | Перша війна за незалежність Шотландії                         | Шотландське королівство                                                                                                 | Англійське королівство |

## 1300—1399
| Початок | Закінчення | Назва конфлікту                                       | Воюючі сторони | Воюючі сторони |                        |
| Початок | Закінчення | Назва конфлікту                                       | Сторона, що перемогла (якщо є) | Сторона, що програла (якщо є) |                        |
| ------- | ---------- | ----------------------------------------------------- | --- | --- | ---------------------- |
| 1302    | 1302       | Битва золотих шпор                                    | Фландрське графство Французьке королівство | |                        |
| 1308    | 1308       | Захоплення Данцига (Гданська) тевтонцями              | Тевтонський орден | Бранденбурзьке маркграфство |                        |
| 1315    | 1315       | Битва під Моргартеном                                 | Урі (кантон) Швіц Унтервальден | Австрія |                        |
| 1315    | 1318       | Кампанія Брюса в Ірландії                             | Феодальна Ірландія Англійське королівство | Шотландське королівство |                        |
| 1321    | 1322       | Шведсько-новгородські війни                           | Королівство Швеція | Новгородська республіка |                        |
| 1323    | 1328       | Селянське повстання у Фландрії                        | Фландрія | Французьке королівство | Селянська армія        |
| 1326    | 1332       | Польсько-тевтонська війна                             | Тевтонський орден | Королівство Польське |                        |
| 1331    | 1333       | Війна Ґенко                                           | Імператорські сили | Сьоґунат Камакура |                        |
| 1332    | 1357       | Друга війна за шотландську незалежність               | Шотландське королівство | Французьке королівство | Англійське королівство |
| 1337    | 1453       | Столітня війна                                        | Французьке королівство Кастилія і Леон (королівство) Шотландське королівство Генуезька республіка Майорканське королівство Богемське королівство Арагонське королівство Бретанське герцогство | Англійське королівство Бургундське герцогство Аквітанія Португальське королівство Наваррське королівство Фландрія Ено (графство) Люксембург Священна Римська імперія |                        |
| 1340    | 1396       | Османсько-болгарські війни                            | Османська імперія | Друге Болгарське царство |                        |
| 1341    | 1364       | Війна за Бретонську спадщину частина столітньої війни | Англійське королівство | Французьке королівство |                        |
| 1341    | 1347       | Громадянська війна у Візантії                         | | |                        |
| 1342    | 1342       | Битва біля Зави                                       | Династія Куртів | Сербедари |                        |
| 1343    | 1346       | Повстання Юрієвої ночі                                | Тевтонський орден Данія | Естонські племена |                        |
| 1356    | 1375       | Війна двох Педро                                      | | |                        |
| 1358    | 1358       | Жакерія                                               | Французьке королівство | Французькі селяни |                        |
| 1366    | 1369       | Громадянська війна у Кастилії                         | | |                        |
| 1375    | 1378       | Війна восьми святих                                   | Папська держава | Флоренція Мілан Сієна |                        |
| 1380    | 1380       | Куликовська битва                                     | Велике князівство Московське Білозерське князівство Ростовське князівство Ярославське князівство Нижньоновгородсько-суздальське князівство Муромське князівство                               | Золота орда |                        |
| 1381    | 1381       | Повстання Уота Тайлера                                | Англійське королівство | Англійські селяни |                        |
| 1382    | 1382       | Гарель                                                | Французьке королівство | Французькі селяни |                        |
| 1382    | 1385       | Велика громадянська війна у Польщі                    | | |                        |
| 1383    | 1383       | Криза в Португалії 1383—1385                          | Португальське королівство Англійське королівство | Кастилія і Леон (королівство) Французьке королівство |                        |
| 1380-ті | 1390-ті    | Війна Тимура з Тохтамишем                             | Тимуриди | Золота Орда |                        |
| 1385    | 1424       | Сорокалітня війна                                     | Ава (М'янма) | Хантавади |                        |
| 1386    | 1404       | Вторгнення Тимура в Грузію                            | Тимуриди | Грузинське царство |                        |

## 1400—1499
| Початок       | Закінчення    | Назва конфлікту                                          | Воюючі сторони | Воюючі сторони                                                                                 |
| Початок       | Закінчення    | Назва конфлікту                                          | Сторона, що перемогла (якщо є)                                                                                      | Сторона, що програла (якщо є)                                                                  |
| ------------- | ------------- | -------------------------------------------------------- | --- | ---------------------------------------------------------------------------------------------- |
| 1402          | 1402          | Ангорська битва                                          | Імперія Тимуридів                                                                                                   | Османська імперія Моравська Сербія                                                             |
| 1406          | 1407          | Війна Мін-Го                                             | Династія Мін | Династія Го                                                                                    |
| 1407          | 1435          | Війна арманьяків і бургіньйонів (Французьке королівство) | |                                                                                                |
| 1407          | 1427          | Четверте китайське завоювання держави В'єтів (В'єтнам)   | Династія Мін | Династія Го                                                                                    |
| 1409          | 1411          | Велика війна                                             | Королівство Польське Велике князівство Литовське                                                                    | Тевтонський орден                                                                              |
| 1410 або 1411 | 1410 або 1411 | Війна Мін-Котте                                          | Династія Мін | Котте                                                                                          |
| 1414          | 1414          | Голодна війна                                            | Королівство Польське Велике князівство Литовське                                                                    | Тевтонський орден                                                                              |
| 1419          | 1419          | Вторгнення Оей                                           | Рід Со | Династія Чосон                                                                                 |
| 1419          | 1434          | Гуситські війни                                          | Священна Римська імперія Угорщина Папа РимськийЧашники (гусити) Сербські найманці                                   | Гуситський рух 1419-1423 Радикальні гусити 1423—1434                                           |
| 1422          | 1422          | Облога Константинополя                                   | Візантійська імперія                                                                                                | Османська імперія                                                                              |
| 1422          | 1422          | Голубська війна                                          | Королівство Польське Велике князівство Литовське Молдова                                                            | Тевтонський орден                                                                              |
| 1425          | 1454          | Війни в Ломбардії                                        | Герцогство Мілан | Венеціанська республіка                                                                        |
| 1431          | 1435          | Польсько-тевтонська війна                                | Королівство Польське                                                                                                | Тевтонський орден                                                                              |
| 1431 (1432)   | 1435 (1438)   | Громадянська війна у Великому князівстві Литовському     | Велике князівство Литовське (східні території) Королівство Польське Гуситський рух                                  | Велике князівство Литовське (західні території) Тевтонський орден Лівонський орден Золота Орда |
| 1444          | 1444          | Битва на рівнині Торвіол                                 | Льєзька ліга | Османська імперія                                                                              |
| 1446          | 1500          | Квіткові війни                                           | Ацтецький потрійний союз                                                                                            | Тласкала Чолула                                                                                |
| 1453          | 1453          | Падіння Константинополя                                  | Османська імперія                                                                                                   | Візантійська імперіяГенуезька республіка                                                       |
| 1454          | 1466          | Тринадцятирічна війна                                    | Прусська конфедерація Королівство Польське                                                                          | Тевтонський орден                                                                              |
| 1455          | 1485          | Війна Червоної та Білої троянд                           | Династія Ланкастерів                                                                                                | Династія Йорків                                                                                |
| 1456          | 1456          | Облога Белграду                                          | Угорщина Серби Хрестоносці                                                                                          | Османська імперія                                                                              |
| 1462          | 1462          | Битва під Тарґовісте                                     | Волощина | Османська імперія                                                                              |
| 1467          | 1477          | Смута Онін (Японія)                                      | Східна коаліція | Західна коаліція                                                                               |
| 1467          | 1479          | Війна священиків                                         | Королівство Польське (уклали компромісний договір)                                                                  | Князівство-єпископство вармінське                                                              |
| 1468          | 1478          | Угорсько-богемська війна                                 | Угорщина | Богемське королівство                                                                          |
| 1470          | 1471          | Дансько-шведська війна                                   | Швеція | ДаніяКоролівство Пруссія                                                                       |
| 1471          | 1471          | Чампо-в'єтнамська війна                                  | Династія Ле Даі Віє                                                                                                 | Чампа                                                                                          |
| 1474          | 1477          | Бургундські війни                                        | Швейцарська конфедерація                                                                                            | Бургундське герцогство                                                                         |
| 1475          | 1479          | Війна за кастильський спадок                             | Прихильники Ізабелли Арагонське королівство                                                                         | Прихильники Хуана Португалія Французьке королівство                                            |
| 1477          | 1488          | Австро-угорські війни                                    | Угорщина | Священна Римська імперія                                                                       |
| 1480          | 1480          | Облога Родоса                                            | Госпітальєри | Османська імперія                                                                              |
| 1482          | 1484          | Феррарська війна                                         | Венеціанська республікаПапська держава                                                                              | Феррара (герцогство) Неаполітанське королівство                                                |
| 1482          | 1492          | Гранадська війна                                         | Союз королівства Кастилія та Арагонського королівства                                                               | Гранадський емірат                                                                             |
| 1492          | 1494          | Литовсько-московські війни                               | Велике князівство МосковськеКримське ханство                                                                        | Велике князівство Литовське Вязьма                                                             |
| 1494          | 1498          | Перша італійська війна                                   | Папська держава Венеційська республіка Неаполітанське королівство Іспанія Герцогство Мілан Священна Римська імперія | Французьке королівство                                                                         |
| 1495          | 1497          | Російсько-шведська війна                                 | Велике князівство Московське                                                                                        | ДаніяШотландське королівство                                                                   |
| 1499          | 1504          | Друга італійська війна                                   | Герцогство Мілан Неаполітанське королівство Іспанія (після 1501)                                                    | Французьке королівство Венеційська республіка Іспанія (до 1501)                                |
| 1499          | 1499          | Швабська війна                                           | Швейцарська конфедерація Три ліги                                                                                   | Швабський союз Священна Римська імперія                                                        |
| 1499          | 1503          | Турецько-венеціанська війна                              | Османська імперія                                                                                                   | Венеціанська республікаІспанія                                                                 |